# Wspólnota administracyjna Lörrach
Wspólnota administracyjna Lörrach – wspólnota administracyjna (niem. Vereinbarte Verwaltungsgemeinschaft) w Niemczech, w kraju związkowym Badenia-Wirtembergia, w rejencji Fryburg, w regionie Hochrhein-Bodensee, w powiecie Lörrach. Siedziba wspólnoty znajduje się w mieście Lörrach, przewodniczącym jej jest Gudrun Heute-Bluhm.
Wspólnota zrzesza jedno miasto i jedną gminę:
- Inzlingen, 2 472 mieszkańców, 9,48 km²
- Lörrach, miasto, 48 380 mieszkańców, 39,42 km²